# Equipe do Caribe Oriental na Copa Davis
A equipe do Caribe Oriental na Copa Davis representou, conjuntamente, alguns países caribenhos na Copa Davis, principal competição de tênis masculina por equipes do mundo. Foi administrada pela Organização dos Estados do Caribe Oriental. A associação incluiu países com até 200.000 habitantes. Não compete desde 2004.

## História
A primeira participação da equipe foi em 1991. Seus jogadores competiam, anteriormente, pela equipe do Caribe Ocidental/Índias Ocidentais.

## Países e territórios representados
- Anguila
- Ilhas Virgens Britânicas
- Granada
- Monserrate
- São Cristóvão e Neves
- São Vicente e Granadinas